# Ernst-Otto Richter
Ernst-Otto Richter (* 30. September 1896 in Jocketa; † 29. November 1966) war ein deutscher Opernsänger (Bariton).

## Leben und Wirken
Nach dem Schulabschluss studierte Richter in Brüssel, Dresden, Berlin und Mailand. 1924 stand er am Stadttheater Plauen erstmals auf der Bühne als Reich in Die lustigen Weiber von Windsor. An diesem Theater blieb er bis 1929 und wechselte dann als Charakter- und Heldenbariton nach Reichenberg in die Tschechoslowakei. 1934 ging Richter an das Deutsche Nationaltheater nach Weimar und 1945 an das Landestheater Gotha. 1949 wechselte er an das Stadttheater Rostock und 1952 nach Zwickau. Ab 1953 war er an der Staatsoper in Dresden tätig. Bekannt wurde er auch als Rundfunksänger. Er starb im Alter von 70 Jahren.
Richter war mit der Rezitatorin Lieselotte Hergt verheiratet.